# 津巴布韦克拉通

展示津巴布韦克拉通所在的南非地区地图

津巴布韦克拉通（英語：Zimbabwe Craton）是非洲南部一个古陆壳区域，是西冈瓦纳大陆的一部分，其岩石可以追溯到早太古代，可能早至34.6亿年前。该克拉通以克拉通大部分地区所在的津巴布韦命名。津巴布韦克拉通的岩石与东南方卡普瓦尔克拉通的岩层被250km宽的林波波缝合带麻粒岩相构造岩分开。林波波带与津巴布韦、卡普瓦尔克拉通同时形成，但地质活跃时期维持了很长时间。只是到了晚太古代，约28-25亿年前时，这两个板块才稳定连在一起，林波波带的高级变质作用才逐渐停止。津巴布韦克拉通的北部是赞比西缝合带。